# Battista Festa
Battista Festa (Chiari, 10 agosto 1944) è un ex calciatore italiano, di ruolo centrocampista.

## Carriera
Comincia la carriera nelle file della Pergolettese, prima nelle giovanili e poi in prima squadra, per un totale di 11 anni. Con la prima squadra è protagonista della prima promozione in Serie D della società cremasca. Successivamente approda al Modena, dove disputa due stagioni in Serie B, e poi al Cesena, società con la quale raggiunge la promozione in Serie A nella stagione 1972-73. Con i romagnoli disputa tre stagioni nella massima serie, dopodiché viene ceduto all'Atalanta in Serie B. Con la squadra bergamasca si rende protagonista di una stagione culminata con una nuova promozione in Serie A. Divenne quindi un titolare del centrocampo neroazzurro. Dopo un biennio nella massima serie, l'Atalanta retrocede nuovamente nella categoria cadetta. Chiuderà la carriera nel 1981, culminata con la retrocessione in Serie C1.

## Statistiche

### Presenze e reti nei club
Statistiche aggiornate al 21 giugno 1981
| Stagione            | Squadra             | Campionato          | Campionato | Campionato | Coppe nazionali | Coppe nazionali | Coppe nazionali | Coppe continentali | Coppe continentali | Coppe continentali | Altre coppe | Altre coppe | Altre coppe | Totale | Totale |
| Stagione            | Squadra             | Comp                | Pres       | Reti       | Comp            | Pres            | Reti            | Comp               | Pres               | Reti               | Comp        | Prem        | Reti        | Pres   | Reti   |
| ------------------- | ------------------- | ------------------- | ---------- | ---------- | --------------- | --------------- | --------------- | ------------------ | ------------------ | ------------------ | ----------- | ----------- | ----------- | ------ | ------ |
| 1963-1964           | Pergolettese        | PC                  | 26         | 1          | -               | -               | -               | -                  | -                  | -                  | -           | -           | -           | 26     | 1      |
| 1964-1965           | Pergolettese        | PC                  | 29         | 2          | -               | -               | -               | -                  | -                  | -                  | -           | -           | -           | 29     | 2      |
| 1965-1966           | Pergolettese        | PC                  | 36         | 0          | -               | -               | -               | -                  | -                  | -                  | -           | -           | -           | 36     | 0      |
| 1966-1967           | Pergolettese        | PC                  | 36         | 2          | -               | -               | -               | -                  | -                  | -                  | -           | -           | -           | 36     | 2      |
| 1967-1968           | Pergolettese        | D                   | 27         | 7          | -               | -               | -               | -                  | -                  | -                  | -           | -           | -           | 27     | 7      |
| 1968-1969           | Pergolettese        | D                   | 32         | 5          | -               | -               | -               | -                  | -                  | -                  | -           | -           | -           | 32     | 5      |
| Totale Pergolettese | Totale Pergolettese | Totale Pergolettese | 186        | 17         |                 | -               | -               |                    | -                  | -                  |             | -           | -           | 186    | 17     |
| 1969-1970           | Modena              | B                   | 35         | 2          | CI              | 3               | 0               | -                  | -                  | -                  | -           | -           | -           | 38     | 2      |
| 1970-1971           | Modena              | B                   | 37         | 1          | CI              | 3               | 0               | -                  | -                  | -                  | -           | -           | -           | 40     | 1      |
| Totale Modena       | Totale Modena       | Totale Modena       | 72         | 3          |                 | 6               | 0               |                    | -                  | -                  |             | -           | -           | 78     | 3      |
| 1971-1972           | Cesena              | B                   | 36         | 3          | CI              | 2               | 0               | -                  | -                  | -                  | -           | -           | -           | 38     | 3      |
| 1972-1973           | Cesena              | B                   | 26         | 2          | CI              | 4               | 0               | -                  | -                  | -                  | -           | -           | -           | 30     | 2      |
| 1973-1974           | Cesena              | A                   | 30         | 2          | CI              | 7               | 0               | -                  | -                  | -                  | -           | -           | -           | 37     | 2      |
| 1974-1975           | Cesena              | A                   | 22         | 3          | CI              | 4               | 1               | -                  | -                  | -                  | -           | -           | -           | 26     | 4      |
| 1975-1976           | Cesena              | A                   | 18         | 2          | CI              | 4               | 0               | -                  | -                  | -                  | -           | -           | -           | 22     | 2      |
| Totale Cesena       | Totale Cesena       | Totale Cesena       | 132        | 12         |                 | 21              | 1               |                    | -                  | -                  |             | -           | -           | 153    | 13     |
| 1976-1977           | Atalanta            | B                   | 35+2       | 1+0        | CI              | 3               | 0               | -                  | -                  | -                  | -           | -           | -           | 40     | 2      |
| 1977-1978           | Atalanta            | A                   | 29         | 2          | CI              | 3               | 0               | -                  | -                  | -                  | -           | -           | -           | 32     | 2      |
| 1978-1979           | Atalanta            | A                   | 25         | 2          | CI              | 0               | 0               | -                  | -                  | -                  | -           | -           | -           | 25     | 2      |
| 1979-1980           | Atalanta            | B                   | 27         | 1          | CI              | 3               | 0               | -                  | -                  | -                  | -           | -           | -           | 30     | 1      |
| 1980-1981           | Atalanta            | B                   | 16         | 0          | CI              | 2               | 0               | -                  | -                  | -                  | -           | -           | -           | 18     | 0      |
| Totale Atalanta     | Totale Atalanta     | Totale Atalanta     | 132+2      | 6          |                 | 11              | 0               |                    | -                  | -                  |             | -           | -           | 143    | 6      |
| Totale carriera     | Totale carriera     | Totale carriera     | 522+2      | 38         |                 | 38              | 1               |                    | -                  | -                  |             | -           | -           | 562    | 39     |

## Palmarès

### Club

#### Competizioni regionali
- Prima Categoria: 2

Pergolettese: 1965-1966, 1966-1967